# Todd Bentley
Todd Bentley (10 de enero de 1976) es un líder del movimiento carismático canadiense. Fue una figura clave del Lakeland Revival. Después de un periodo breve de retiro relacionado la ruptura de su matrimonio y su siguiente matrimonio y de un supuesto Escándalo por su Falsedad Doctrinal al ser descubierto al obtener documentos de records médicos al considerarlos como milagros hechos por su parte, ha regresado a su ministerio.

## Biografía

### Primeros años
Bentley es originario de Gibson, Columbia Británica, una comunidad pequeña en la costa occidental de Canadá. Sus padres se divorciaron cuando era un niño, y batalló con adicciones a drogas y alcohol.
Aunque los registros criminales de los infractores juveniles en Canadá están normalmente protegidos de la divulgación pública, en 2001, el ahora desaparecido Report Newsmagazine reveló que a la edad de 15 años, Bentley fue condenado por agredir sexualmente a un joven, refiriendo su comportamiento "atroz." Bentley después dijo que el artículo del Report Newsmagazine era, en esencia, cierto: "eran delitos sexuales", admite Bentley. "Estuve implicado en un círculo de agresión sexual. Regresé e hice lo que me pasó a mí. Yo fui agredido también."
A los 17 años, Bentley fue hospitalizado a causa de una sobredosis de anfetaminas y píldoras alucinógenas. A los18 años cambió su estilo de vida completamente, debido a su conversión a la religión; poco después de esto, comenzó su ministerio carismático.

### Fresh Fire Ministries
En 1998, el grupo de Fresh Fire Ministries le pidió a Bentley que compartiera su testimonio en una de sus reuniones semanales. Poco después, Bentley asumió el liderazgo del grupo, el cual se convirtió más en un movimiento de avivamiento. Viajó a la India, África, y América del Sur participando en avivamientos y cruzadas religiosas.

### Liderazgo de Lakeland Revival
Iniciando el 2 de abril de 2008, Bentley fue invitado por Stephen Strader, pastor de la Ignited Church en Lakeland, Florida, para dirigir un avivamiento de una semana de duración. El avivamiento se convirtió rápidamente en un fenómeno mediático y religioso, atrayendo a más de 10,000 asistentes cada noche con Bnetley como el predicador principal . Además de mostrar el proselitismo de Bentley, el avivamiento presentó espectáculos de luces y de rock. La Ignited Church también se acercó a los medios para promocionar el evento, publicando webcast en línea. El avivamiento se tramsmitió en vivo vía Ustream – el cual recibió más de 1 millón de visitas en las primeras cinco semanas de transmisión. Después de las semanas iniciales, GOD TV, un canal de satelital religioso, decidió  quitar su programación del horario de máxima audiencia y en su lugar retransmitir las reuniones de Lakeland cada noche.
El avivamiento atrajo a miles, y junto con esto vinieron muchos más avivamientos.  En cierto punto, Bentley comenzó a rezar y a comisionar a muchos de ellos para que imitaran su modelo de avivamiento moderno.  Ryan Wyatt fue uno de ellos. Otro era el religioso Hamilton Filmalter quien fue comisionado por Bentley para iniciar el Portland Outpouring.  Filmalter colaboró con el reverendo Aaron Winter fundador de Hearts of Fire International Ministries y comenzaron a presenciar las mismas cosas que tomaban lugar en Lakeland. Sin embargo, para cuando esos nuevos avivamientos se presentaban en otras ciudades, Bentley se había retirado de Fresh Fire Ministries.
Bentley fue criticado en los principales medios de comunicación y en blogs en internet debido a la violencia ocasional hacia los participantes.  Todd Bentley era conocido por patear, golpear, abofetear o tumbar a los participantes. En un incidente, un hombre fue arrojado al suelo y perdió un diente. En otro, una mujer anciana fue intencionalmente pateada en el rostro. Bentley sostuvo que el espíritu lo indujo para hacer tales acciones, y dijo que esos incidentes fueron tomados fuera de contexto y agregó que había milagros sucediendo simultáneamente.
El 9 de julio de 2008 el noticiero de la cadena ABC News Nightline transmitió un reportaje de investigación sobre Bentley, enfocado en sus afirmaciones de curación con fe, finanzas, y su pasado criminal. Después del reportaje, Bentley tomó tiempo libre del avivamiento pero regresó el 18 de julio de 2008. Cinco días más tarde, Bentley y Strader anunciaron que Bentley abandonaría el avivamiento permanentemente y que su último día sería el 23 de agosto de 2008.
La curación con fe era un enfoque principal de estos avivamientos, la práctica contemporánea de esto es importante para los carismáticos. Los testimonios de sanación era comunes en las reuniones de Lakeland. La esperanza en la curación sobrenatural explica algo de la popularidad de estos avivamientos, ya que había muchos relatos personales sobre milagros. La falta de comprobación médica de las sanaciones fue cuestionada por los medios; el reportaje del Nightline concluyó que "ni un solo milagro pudo ser verificado."

### Divorcio
Bentley anunció la separación de su esposa, Shonnah, en agosto de 2008,y renunció de la directiva de Fresh Fire. Una declaración emitida por los miembros de la directiva restantes decía "Todd Bentley se ha involucrado en una relación malsana en un nivel emocional con un miembro femenino de su staff", y que se abstendría de su ministerio público por una temporada para recibir consejo en su vida personal.
Algunos de los contemporáneos cristianos de Bentley lo instaron a renunciar al inicio del escándalo, declarando que el liderazgo cristiano es incompatible con la infidelidad marital En respuesta, un comité compuesto por  Rick Joyner, Jack Deere, y Bill Johnson fue formado para supervisar el proceso de restauración espiritual de la familia de Bentley. En noviembre de 2008, la directiva de Fresh Fire anunció que Bentley no se estaba sometiendo al proceso. El 9 de marzo de 2009, Rick Joyner anunció que Bentley se casó de nuevo.
En una entrevista hecha en 2009 por la revista Charisma Magazine a Rick Joyner refutó las alegaciones de adulterio mientras que calificaba la relación como equivocada y prematura. Joyner le dijo a la revista que la nueva pareja estaba entregada a su matrimonio y que "continuarían sirviendo al señor de la mejor manera posible.”

### Reanudación de la predicación; veto de Reino Unido
Alrededor de 2010, Rick Joyner declaró que Bentley estaba "restaurado" y que regresó a la predicación y a liderar cruzadas.
Después de una publicidad desfavorable sobre una inminente visita a Reino Unido, en agosto de 2012, Bentley fue objeto de una orden de exclusión prohibiéndole entrar al país. La oficina gubernamental del Reino Unido declaró "El gobierno no se disculpa por negar el acceso a personas al Reino Unido si se cree que no son propicios para el bien público . Venir aquí es un privilegio el cual negamos otorgarle a aquellos que busquen perjudicar nuestra sociedad."
En diciembre de 2012, después de la muerte del diputado de Croydon Malcolm Wicks, Bentley fue criticado por la prensa de Reino Unido después de remarcar que la muerte del diputado fue por "la justicia del Señor" debido al papel que Wicks tuvo en prohibirle la entrada al país.

## Teología
Bentley destaca pasajes bíblicos en sus sermones . Enfatiza que los encuentros espirituales o sobrenaturales en la vida de un individuo son dones del espíritu santo. Él ha declarado que su prioridad es ayudar a la gente a experimentar la presencia de Dios. El quiere que "el espíritu santo manifieste su gloria de tal manera que la gente no pueda negar la presencia de un Dios viviente y que tengan una la experiencia verdadera de nacer de nuevo". También dice que: "los milagros y las sanaciones con evidencia [...] son señales del reino, y si no tenemos señales entonces todo lo que tenemos es un montón de teología "
El testimonio de Bentley incluye un relato donde visitó el cielo y conoció al apóstol Pablo. También ha predicado sobre un encuentro con un ángel que el llamo "Emma" en la iglesia Assemblies of God en 2001. El ángel femenino le dio una visión sobre monedas de oro, y Bentley sostiene que esto fue una señal de futura estabilidad financiera. En respuesta al el crítica sobre la inspiración bíblica de un ángel femenino, Bentley escribió que fue la elección de Dios, y no la suya, que el ángel apareciera de esa manera. Bentley explicó "Sabes, le dije al Señor, 'por qué no puedo simplemente dedicarme a la sanación y dejar de hablar de las otras cosas?' él dijo, "Porque, Todd, tienes que hacer que la gente crea en el ángel. ' y yo le dije, 'Dios, por qué quiero hacer que la gente crea en el ángel, que no se trata de que la gente crea en Jesús?' él dijo, 'la gente ya cree en Jesús, pero la iglesia no cree en lo sobrenatural.' La iglesia no tiene problema en creer en Jesús. Pero en lo que no creemos en es lo sobrenatural."
El pastor Strader de la Ignited Church quién invitó a Bentley a Lakeland dijo: "Nosotros vigilamos todo. Todo lo que pasa en la plataforma es bíblico  [...] El mensaje de cada noche ha sido totalmente 100% sobre Jesús. La gente es salvada, la gente es sanada, y Jesús está siendo glorificado. [...] Incluso algunos de mis llamados amigos están cuestionando mi integridad, pero nunca vienen a los servicios. No es justo solo verlos en la televisión"

### Joel's Army
Bentley ha patrocinado un programa llamado "Joel's Army" además de tener las palabras "Joel's Army" tatuadas en su esternón con placas de identificación militar  demostrando un nivel de compromiso a la doctrina de los Manifest Sons of God del movimiento Latter Rain , (o Man-Child Generation) como fue predicado por William M. Branham . La doctrina del programa fue asociada a una interpretación de Apocalipsis 12 que dice que en los últimos días antes de la segunda venida de Jesús, habrá una generación de cristianos especialmente dotados que serán capaces de hacer varios milagros, y marcarán el inicio del reino de Dios. Esto es en la tradición de William M. Branham y los avivamientos de sanación de los años cincuentas, coincidiendo con la teología del movimiento Latter Rain La asociación de Bentley con Paul Cain, un socio de Branham y evangelista sanador de la década de los ciencuentas, es una conexión más al movimiento . Joel´s Army ha sido relacionada con la teología Dominionista y pensamiento del ministerio quíntuple.

### Aspecto
El aspecto físico de Bentley ha resaltado por ser muy poco convencional para un religioso. Tiene docenas de tatuajes, perforaciones múltiples en la cara, y una preferencia de camisetas en lugar de corbatas. El estilo de predicar de Bentley es extravagante, conocido por manerismos como el gritar "Bam!" durante su participación. El acredita a su amigo y aprendiz de ministerio Shawn G. por esta innovación .